# 천이신 (1972년)
천이신(중국어 정체자: 陳以信, 병음: Chén Yîxìn, 영어: Charles Chen, 1972년 10월 31일 ~ )는 타이완의 정치인이다. 2020년 비려대표의 입법위원으로 당선되었다.